# Monte San Vicino
Il San Vicino (1.484 m s.l.m.)   è un monte dell'Appennino umbro-marchigiano situato in provincia di Macerata, non lontano dalla linea di confine con la provincia di Ancona.

## Geologia

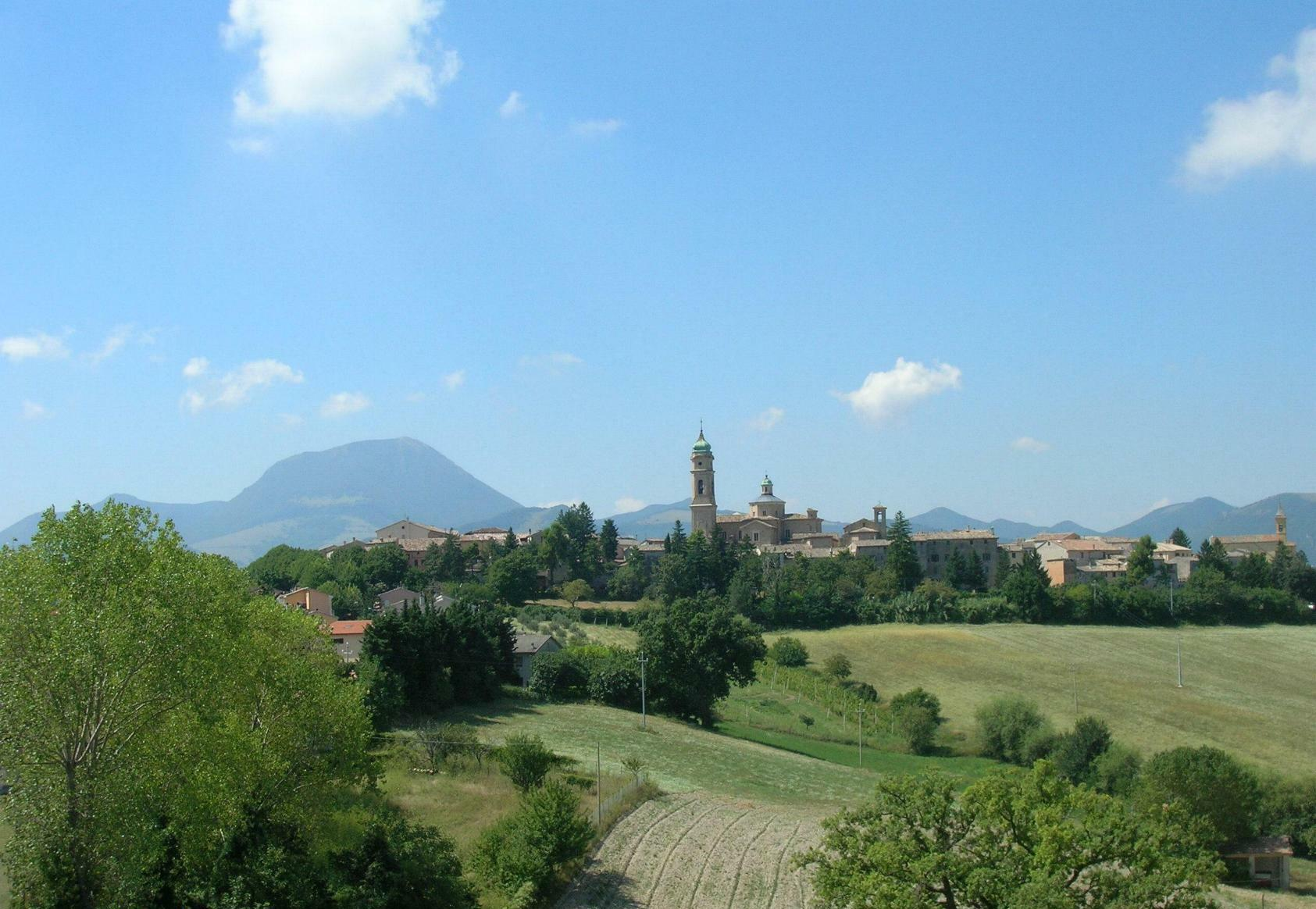
Il Monte San Vicino visto da Apiro.

La montagna è di origine mesozoica e vi prevalgono rocce di tipo calcareo.

## Etimologia
La montagna era un tempo chiamata anche Monte Suavicino.. L'origine del nome San Vicino è forse legata alla divinità romana di Giano, il Giano bifronte vigilante (vicilinus), a cui la montagna potrebbe essere stata dedicata perché vegliasse sul confine tra i Piceni ed i popoli Umbri.

## Descrizione
Questa montagna ha una particolarità: vista da sud ha una forma a gobba di cammello, da nord assume una forma tricuspidale, e da est o ovest assomiglia a un vulcano spento. Dato il suo isolamento il monte è facilmente distinguibile anche da molto lontano, e dalla sua cima si gode di un vastissimo panorama che arriva fino alla Dalmazia.
Vicino alla sua vetta si trova una grande croce di ferro. Il giorno di Pasquetta, il 25 aprile o Primo maggio, come da tradizione, gli abitanti dei paesi vicini sono soliti andare a fare un picnic con pizze pasquali e salumi nei pressi della base del monte, dove sono presenti vasti prati pianeggianti.

## Accesso alla vetta

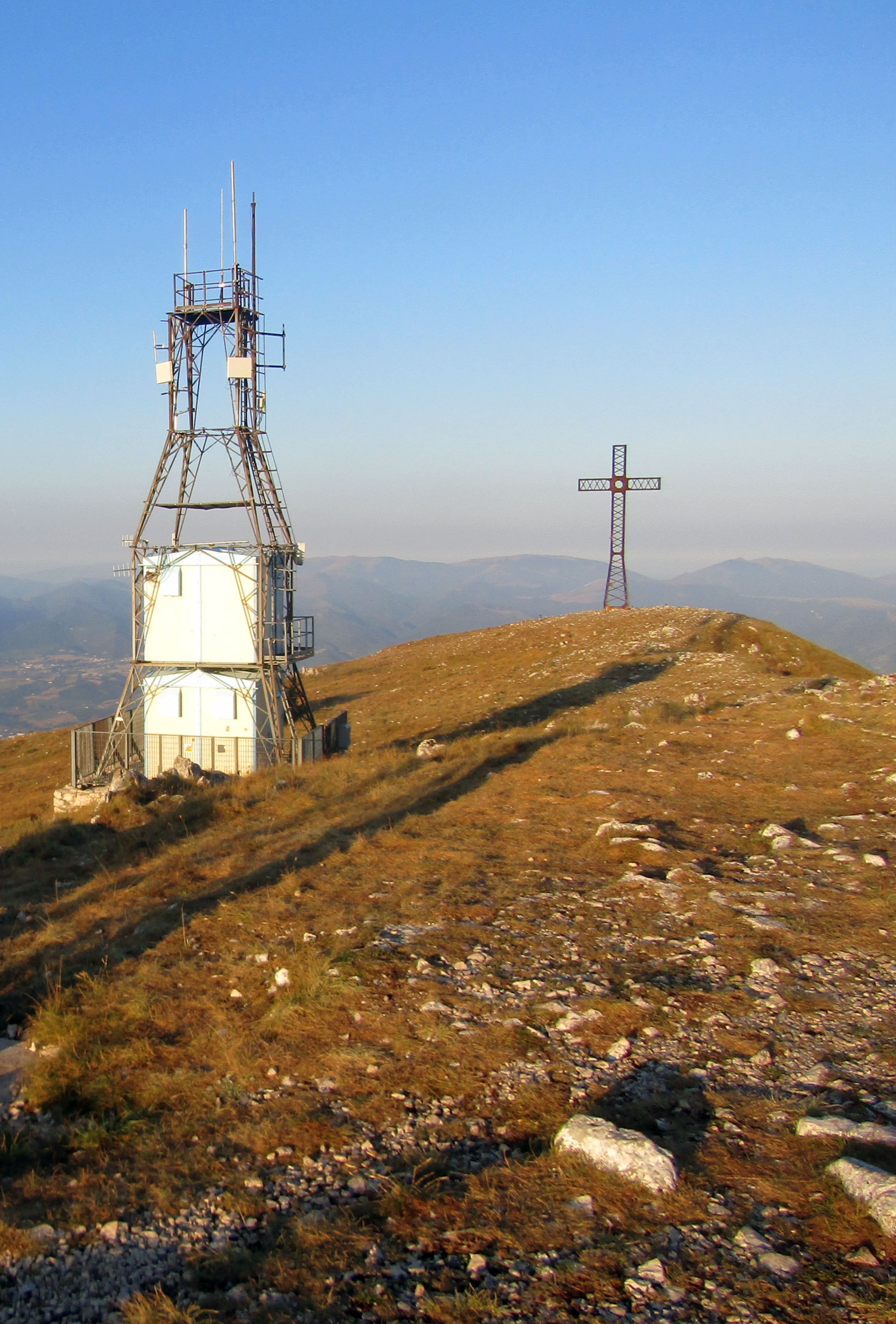
La croce di vetta vista dalla cima principale

La salita al Monte San Vicino è di tipo escursionistico e può avvenire seguendo sentieri segnati; si può partire dai Prati di San Vicino (a sud della vetta) oppure - con un dislivello maggiore(circa 470 metri) - partendo poco sopra Pian dell'Elmo (a nord); partendo da qui il sentiero a quota circa 1200 m s.l.m. si biforca: procedendo a destra si affronta "la direttissima",molto ripida e fuori dal bosco, procedendo a sinistra si continua nel sentiero principale con una salita abbastanza graduale per poi uscire dal bosco a un centinaio di metri dalla vetta.

## Tutela naturalistica

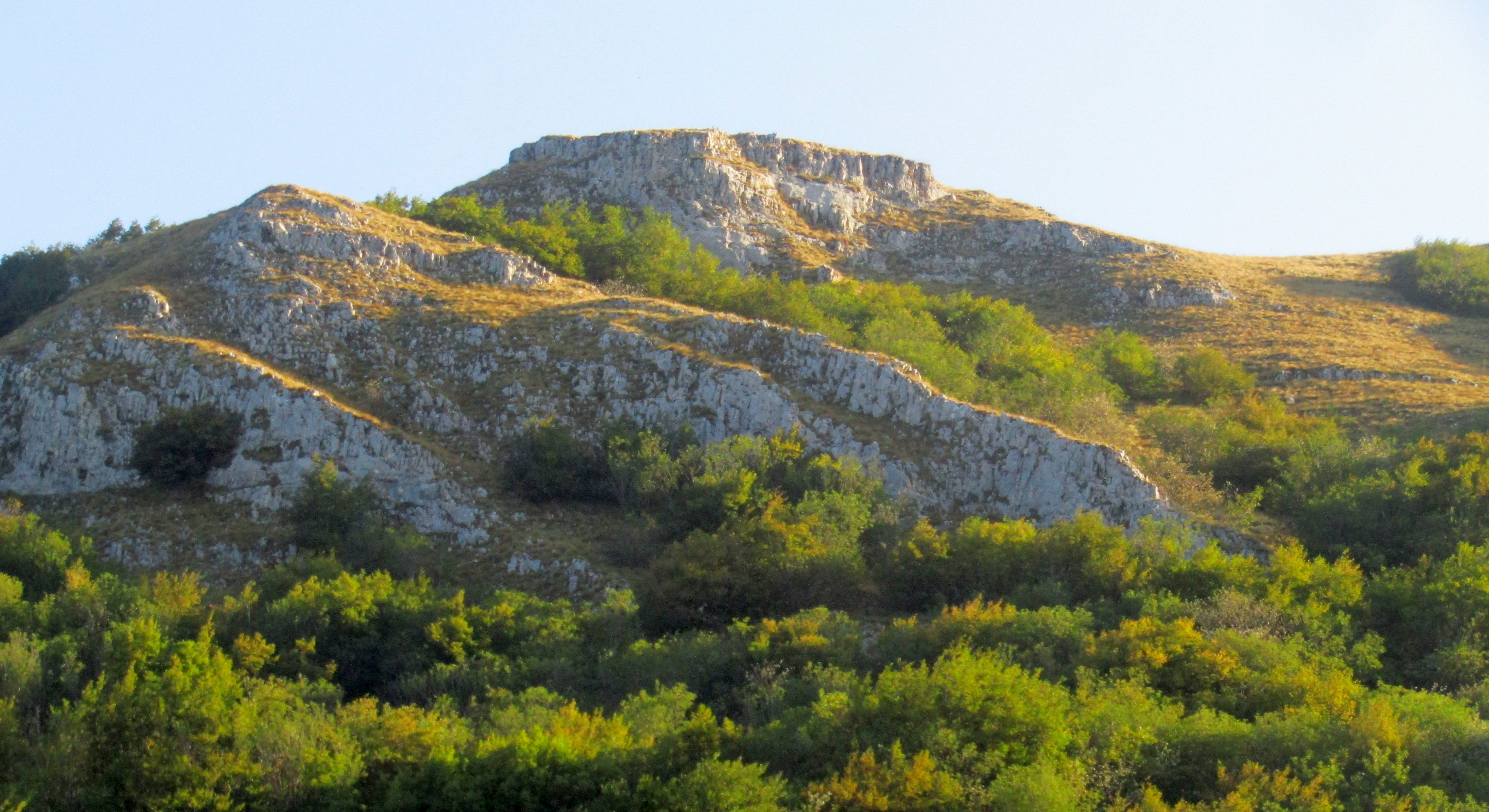
Faggete e balze calcaree sul versante meridionale

Il Monte San Vicino e l'area circostante fanno parte della ZPS Monte San Vicino e Monte Canfaito (cod. IT5330025) e del SIC Monte S.Vicino (cod. IT5330015), istituiti nell'ambito della rete europea Natura 2000. Ricadono inoltre nella Riserva naturale regionale del Monte San Vicino e del Monte Canfaito (1111 m s.l.m.), istituita nel 2009 dalla Regione Marche.

## Nella cultura popolare
Da tempo immemorabile esiste un proverbio legato al San Vicino, che aiutava nella previsione del clima durante l'inverno. Esistono due versioni del proverbio. La prima recita: Se San Vicino si mette il cappello, vendi le capre e compra il mantello; se San Vicino si mette le brache, vendi il mantello e compra le capre. Il cappello e le brache (calzoni) sono le nuvole che vanno a coprire, rispettivamente, o la cima del monte o la sua base, lasciando la cima visibile; nel primo caso si prevede che pioverà, nel secondo che sarà bel tempo. In tempi recenti la parola "mantello" è stata sostituita dal più moderno "ombrello".
La seconda versione è quella riportata dagli anziani di Frontale di Apiro, ultimo paese alle pendici del monte, ed è forse la più veritiera: Se San Vicino mette il cappello, vendi la capra e compra il mantello; se San Vicino sbraca, vendi il mantello e compra la capra. Gli anziani del paese dicono che il cappello non è riferito alle nuvole, ma alla prima nevicata dell'inverno: se questa coprirà solo la parte superiore della montagna (a mo' di cappello!) l'inverno sarà freddo e rigido (vendi la capra e compra il mantello); se, invece, la prima nevicata sbracherà, ovvero si "allargherà troppo", la neve interesserà non solo la cima della montagna, ma anche il paese (vendi il mantello e compra la capra, perché l'inverno non sarà rigido).
Era preso come riferimento e orientamento dai marinai e pescatori del Mare Adriatico nei secoli scorsi, in quanto chiaramente visibile al largo delle coste.